# L'avventura dei Faggi Rossi
L'avventura dei Faggi Rossi (The Adventure of the Copper Beeches) è un racconto giallo del 1892, il dodicesimo dei 56 che vedono protagonista Sherlock Holmes scritti dall'autore britannico Arthur Conan Doyle. La storia fu pubblicata originariamente nel 1892 nel numero di giugno della rivista The Strand Magazine e fu la dodicesima ad essere inclusa alla raccolta Le avventure di Sherlock Holmes.

## Trama
La signorina Violet Hunter si reca da Holmes chiedendo consiglio su un lavoro che le è stato offerto: la donna è stata assunta nel ruolo di istitutrice, sebbene con strane condizioni. Lo stipendio è di 100 £ all'anno, aumentate poi a 120 quando Violet accetta di tagliarsi i capelli, una delle tante stranezze richieste dal suo datore, Jephro Rucastle. La donna spiega a Holmes di essere disposta ad accettare, e lui la invita a inviargli un telegramma qualora dovesse raggiungerla nell'Hampshire, dove si trova "I Faggi Rossi", dimora del signor Rucastle.
Quindici giorni dopo, Holmes riceve un telegramma dalla signorina nella quale lo invita a recarsi a Winchester con urgenza. Giunti là, Violet racconta loro la sua singolare storia: il signor Rucastle desiderava che lei indossasse talvolta un particolare abito di color blu elettrico e si sedesse in salotto a leggere, dando le spalle ad una grande finestra. Sospettando che dovesse sedersi a quel modo per non vedere qualcosa fuori dalla finestra, Violet decise di nascondere un frammento di specchio nel suo fazzoletto, riuscendo a scorgere un uomo per la strada guardare fissamente verso di lei. Inoltre, in un'altra occasione il signor Rucastle si mise a raccontarle una serie di storielle divertenti che la fecero ridere fino alle lacrime, mentre la signora Rucastle rimase impassibile per tutto il tempo.
Le stranezze, tuttavia, non si esaurivano qui: il bambino di sei anni che avrebbe dovuto accudire è insolitamente crudele con gli animali, i due soli domestici hanno uno strano carattere e il signor Rucastle ha un enorme mastino inglese che tiene sempre affamato e libero di vagare la notte per tutta la proprietà; inoltre il signor Toller, il domestico, è spesso ubriaco ed è l'unico in grado di controllare il cane. Infine, Violet ha trovato in un cassetto una treccia di capelli identici ai suoi, anche per il peculiare colore, nonostante appartenessero ad un'altra persona.
La cosa più strana, tuttavia, è un'ala della casa totalmente inutilizzata, in particolare una porta sempre chiusa a chiave. Violet si mise ad osservare le finestre, sporche con le persiane chiuse, e quando ne chiese il motivo al signor Rucastle, egli le spiegò che utilizzava quella stanza come camera oscura, sebbene in tono poco convincente. Violet racconta inoltre che il signor Toller, da ubriaco, è solito lasciare la chiave di quell'ala nella porta, e grazie a questa svista la signorina riuscì a penetrarvi. Il posto era così spettrale che, alla vista di un'ombra fuori dalla porta, decise di correre via per ritrovarsi tra le braccia del signor Rucastle, il quale finse di confortarla, lasciandosi tuttavia andare alla minaccia di darla in pasto al cane se avesse osato nuovamente entrare in quell'ala.

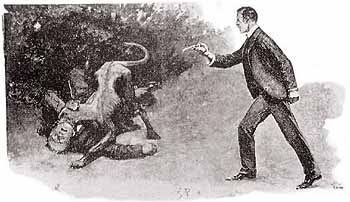
Watson salva Rucastle dal suo mastino

Holmes intuisce allora il motivo di questa strana serie di eventi: qualcuno è tenuto prigioniero nell'ala proibita, quasi sicuramente Alice Rucastle, figlia del signor Rucastle e della sua precedente moglie e ora, a detta di suo padre, emigrata in America. La signorina Hunter sarebbe stata assunta per simulare la presenza di Alice, a lei estremamente simile per corporatura e capelli, onde convincere l'uomo per la strada, probabilmente un suo fidanzato, che Alice non è più interessata a lui.
Holmes, Watson e Violet si introducono nell'ala appena i Rucastle se ne vanno, trovando tuttavia la stanza vuota, il lucernario aperto e una scala appoggiata alla parete. In quel momento giunge il signor Rucastle, convinto che il trio abbia fatto fuggire sua figlia, correndo subito dopo a sciogliere il cane; tuttavia, il mastino è senza cibo da due giorni e subito gli si rivolta contro, finendo per dover essere ucciso da Watson con un colpo di pistola. In seguito la signora Toller, dispiaciuta per la vicenda di Alice, conferma le teorie di Holmes, rivelando che la signorina avrebbe dovuto ricevere dei soldi dopo la morte della madre; suo padre tentò in ogni modo di convincerla a rifiutare per mesi, finendo per provocarle una febbre cerebrale che la costrinse a tagliarsi i capelli. Infine, il signor Rucastle decise di tenerla chiusa a chiave onde evitare che Fowler, il suo fidanzato, la raggiungesse, reclamando così i diritti che le spettavano e assumendo la signorina Hunter per dissuaderlo.
Si scopre infine che Alice è riuscita a scappare con il suo fidanzato, sposandolo poco dopo. Watson racconta inoltre che Holmes non si è più interessato alla signorina Hunter, ora insegnante in una scuola privata, che il signor Rucastle è riuscito a sopravvivere seppur mutilato, e che il signor Fowler ha ottenuto un incarico governativo a Mauritius.

## Adattamenti
- Il racconto è stato adattato per il film muto I Faggi Rossi (1912) con Georges Tréville.[1][2]
- L'episodio I Faggi Rossi (1921) della serie TV Sherlock Holmes della Stoll Pictures con Eille Norwood è ispirato a questo racconto.[2][3]
- Nel 1965 la storia è stata adattata per l'episodio The Copper Beeches della serie televisiva Sherlock Holmes.
- L'episodio I Faggi Rossi (1985) della serie televisiva Le avventure di Sherlock Holmes con Jeremy Brett è ispirato al racconto, con Natasha Richardson nel ruolo di Violet Hunter.[4]
- La storia è stata adattata nel 1991 per BBC Radio 4, nell'ambito di un adattamento radiofonico di tutto il canone holmesiano con protagonisti Clive Merrison e Michael Williams.[5]

Il film del 1912 fa parte di una serie di otto film muti girati sotto la supervisione dello stesso Conan Doyle, ed è l'unico che ci è rimasto. Il film presenta in realtà diverse differenze con la storia: gli eventi tra il signor Rucastle e sua figlia vengono mostrati all'inizio del film e Watson non è presente, così come la signora Rucastle, i domestici e il mastino. Inoltre, la signorina Hunter viene assunta non per allontanare il fidanzato ma per riavvicinarlo, dando al signor Rucastle una scusa per sparargli.